# Arte cicladica

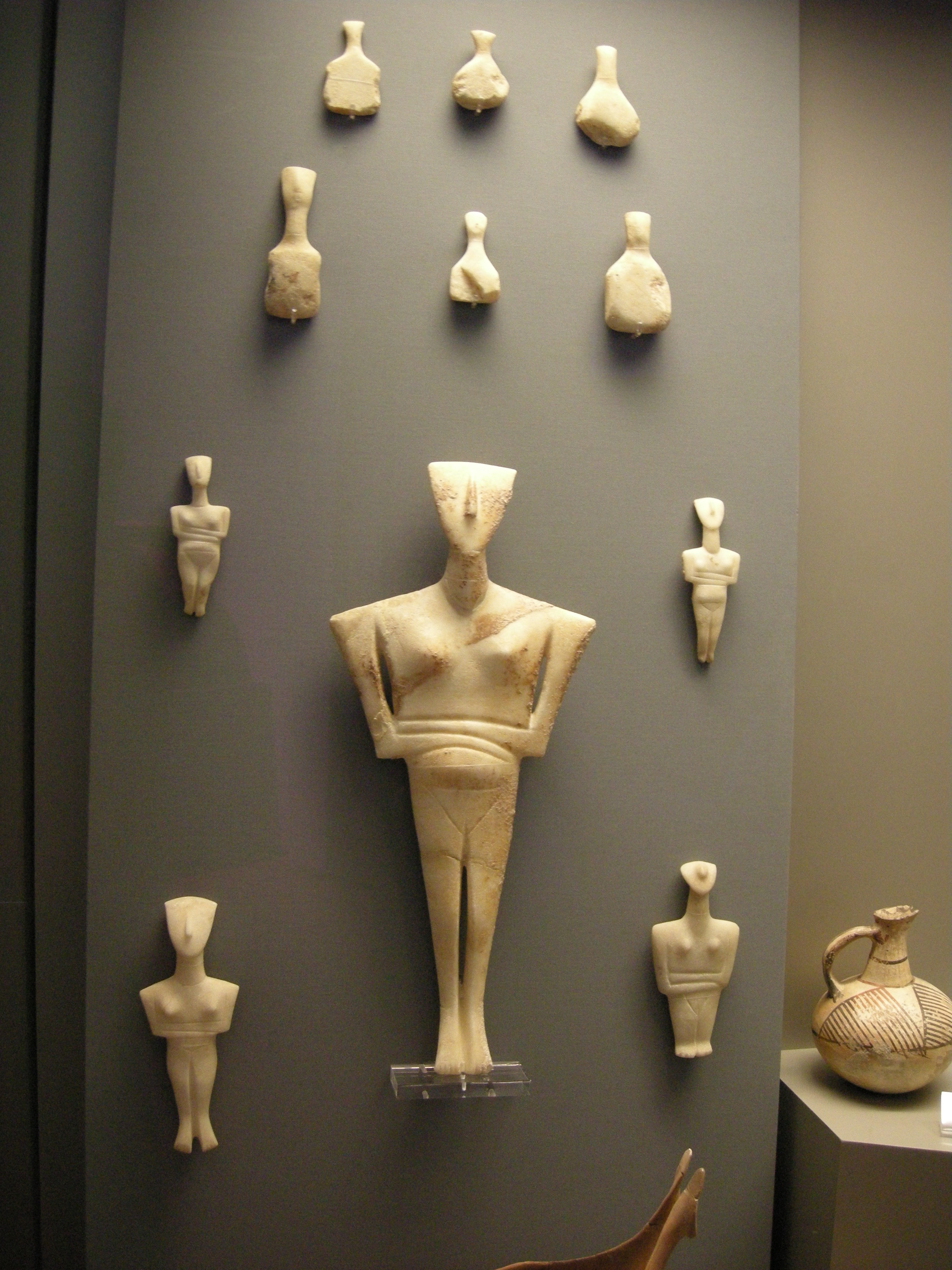
Sculture cicladiche nel Museo Archeologico Nazionale di Atene

L'antica cultura delle Cicladi prosperò nelle isole del Mar Egeo dal 3300 al 1100 a.C. circa. Insieme alla civiltà minoica e alla Grecia micenea, il popolo delle Cicladi è annoverato tra le tre maggiori culture egee. L'arte cicladica comprende quindi uno dei tre rami principali dell'arte egea.

## Arte neolitica

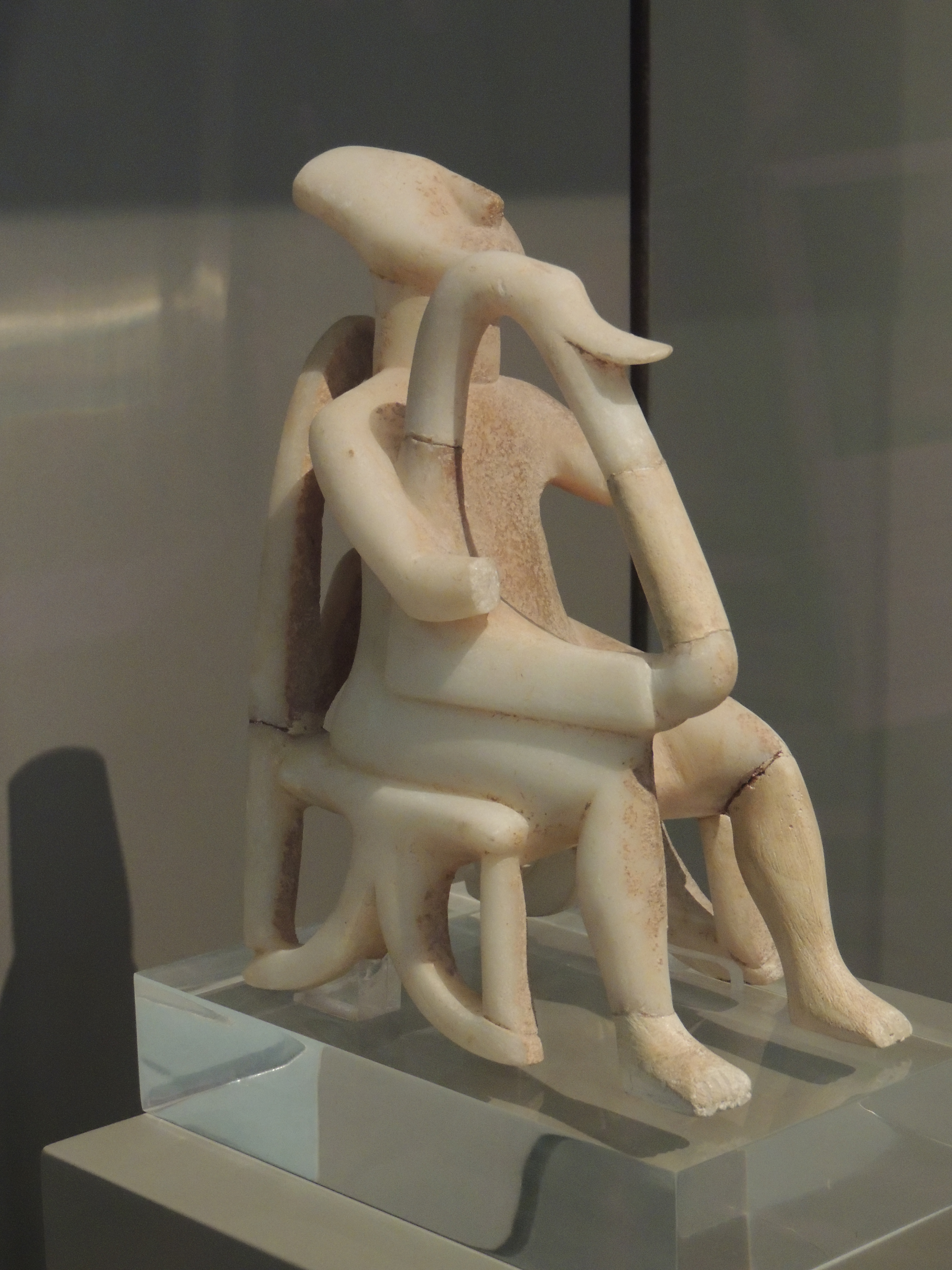
Suonatore di arpa maschio di Keros (EC II, 2600-2300 a.C., Museo Archeologico Nazionale, Atene)

Quasi tutte le informazioni conosciute riguardanti l'arte neolitica delle Cicladi provengono dal sito di Saliagos al largo di Antiparo. La ceramica di questo periodo è simile a quella di Creta e della Grecia continentale. Scrive Sinclair Hood: "Una forma distintiva è una ciotola su un piede alto paragonabile a un tipo che si trova nel continente del Tardo Neolitico".

## Scultura cicladica
L'arte più conosciuta di questo periodo sono le figure di marmo solitamente chiamate "idoli" o "figurine",  il secondo termine in realtà non si applica correttamente alle figure più grandi, che sono quasi a grandezza naturale. Queste figure di marmo sono sparse per l'Egeo, suggerendo che fossero popolari tra la gente di Creta e la Grecia continentale. Forse la più famosa di queste figure sono i musicisti: uno il suonatore di arpa e l'altro il suonatore di pipe. Databili all'incirca al 2500 a.C., questi musicisti sono talvolta considerati "i primi musicisti esistenti dell'Egeo".

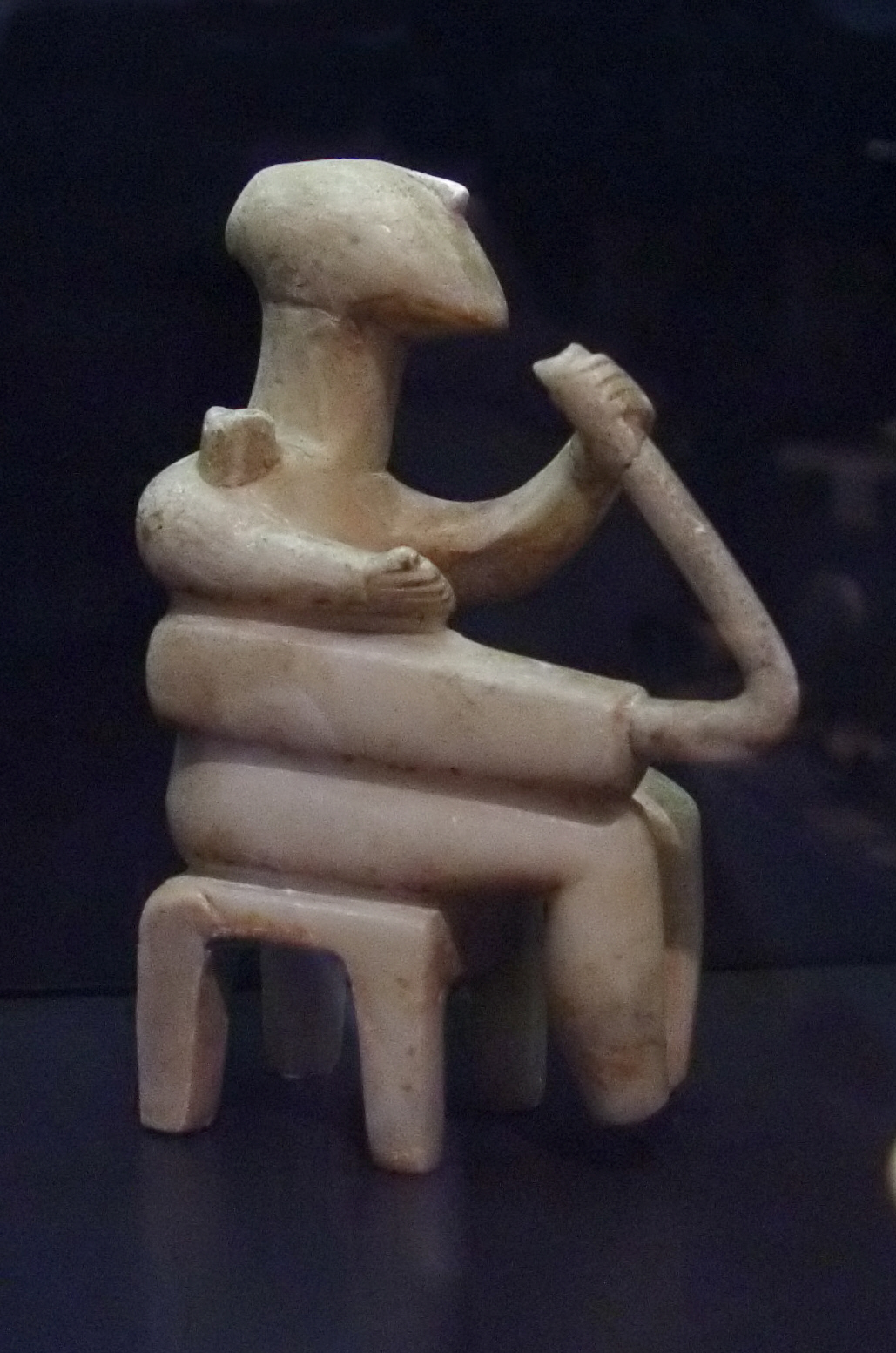
Suonatore di arpa di marmo (EC II; Badisches Landesmuseum, Karlsruhe)

La maggior parte di queste figure, tuttavia, sono rappresentazioni altamente stilizzate della forma umana femminile, in genere con una qualità piatta e geometrica che conferisce loro una sorprendente somiglianza con l'arte moderna di oggi. Tuttavia, ciò potrebbe essere un malinteso moderno in quanto vi sono prove che gli idoli fossero originariamente dipinti con colori luminosi. La maggior parte delle figurine è femminile, dipinta nuda e con le braccia incrociate sullo stomaco, tipicamente con il braccio destro tenuto sotto la sinistra. La maggior parte degli autori che hanno considerato questi manufatti da un punto di vista antropologico o psicologico hanno ipotizzato che siano rappresentativi di una Grande Dea della natura, in una tradizione continua con quella delle figure femminili neolitiche come la Venere di Willendorf. Sebbene alcuni archeologi siano d'accordo, questa interpretazione non è generalmente condivisa per cui non vi è consenso sul loro significato. Sono stati variamente interpretati come idoli degli dei, immagini di morte, bambole per bambini e altre cose. Qualcuno ritiene che siano "più delle bambole e probabilmente meno degli idoli sacrosanti" ma questo potrebbe essere frutto di una resistenza culturale soggettiva e moderna al riconoscimento di ruoli significativi dell'elemento femminile nelle società antiche .
Ciò che le prove archeologiche suggeriscono è che queste rappresentazioni siano state regolarmente utilizzate nella pratica funeraria: sono state infatti trovate tutte nelle tombe. Tuttavia, almeno alcune di esse mostrano chiari segni di riparazione, il che implica che si trattava di oggetti valutati dal defunto durante la vita e non erano stati creati appositamente per la sepoltura oppure potrebbe trattarsi di rotture e riparazioni successive anche di tipo rituale. Inoltre, le figure più grandi sono state talvolta suddivise in modo che solo una parte di esse fosse sepolta, un fenomeno per il quale non vi è alcuna spiegazione. Le figure apparentemente sono state sepolte allo stesso modo sia con uomini che con donne. Tali figure non sono state trovate in ogni tomba. Mentre gli idoli sono stati trovati più frequentemente alle loro spalle presso le tombe, esempi più grandi potrebbero essere stati allestiti in santuari o luoghi di dimora.

## L'arte del Primo cicladico
La prima arte cicladica è divisa in tre periodi: AC I (2800-2500 a.C.), AC II (2500-2200 a.C.) e AC III (2200-2000 a.C.). L'arte non è assolutamente limitata a uno di questi periodi e, in alcuni casi, è addirittura rappresentativa di più di una delle isole delle Cicladi. L'arte della AC I è rappresentata al meglio nelle isole di Paro, Antiparo e Amorgo, mentre la AC II è vista principalmente su Siro e PC III su Milo.

### Antico Cicladico I (Cultura Grotta - Pelos, 3300-2700 a.C.)

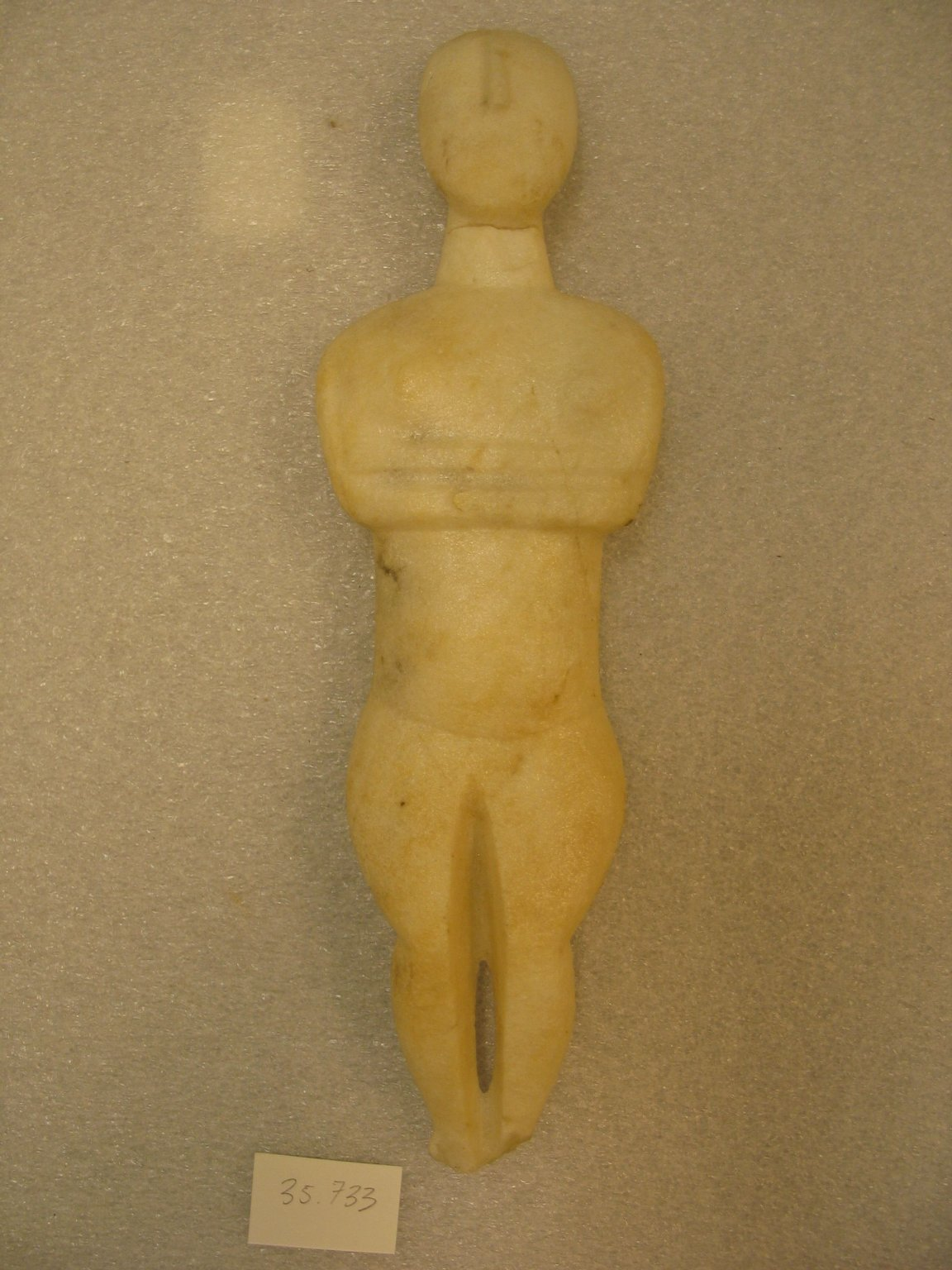
Figura femminile in marmo (3000 a.C. circa, Brooklyn Museum)

I gruppi più importanti della cultura Grotta-Pelos sono Pelos, Plastiras e Louros. Le statuine di Pelos sono di tipo schematico. Sia i maschi che le femmine, in posizione eretta con testa e faccia, compongono il tipo Plastiras; l’esecuzione è naturalistica ma anche stranamente stilizzata. Il tipo di Louros è visto come transitorio, combinando elementi sia schematici che naturalistici. Le figure schematiche sono le più comunemente trovate e hanno un profilo molto piatto, hanno forme semplici e mancano di una testa chiaramente definita. Le figure naturalistiche sono piccole e tendono ad avere proporzioni strane o esagerate, con colli lunghi, corpi superiori spigolosi e gambe muscolose.

#### Tipologia Pelos (schematico)
Le statuine di tipo Pelos sono diverse rispetto molte altre figurine delle Cicladi, poiché per la maggior parte il sesso è indeterminato. Le più famose figurine del tipo Pelos sono a forma di "violino". Su queste c'è una testa allungata, senza gambe e un corpo a forma di violino. Una particolare statuetta a "violino", ha il seno, le braccia sotto il seno e un triangolo pubico, che probabilmente rappresenta una dea della fertilità. Tuttavia, poiché non tutte le figurine condividono queste caratteristiche, non è possibile formulare conclusioni precise.

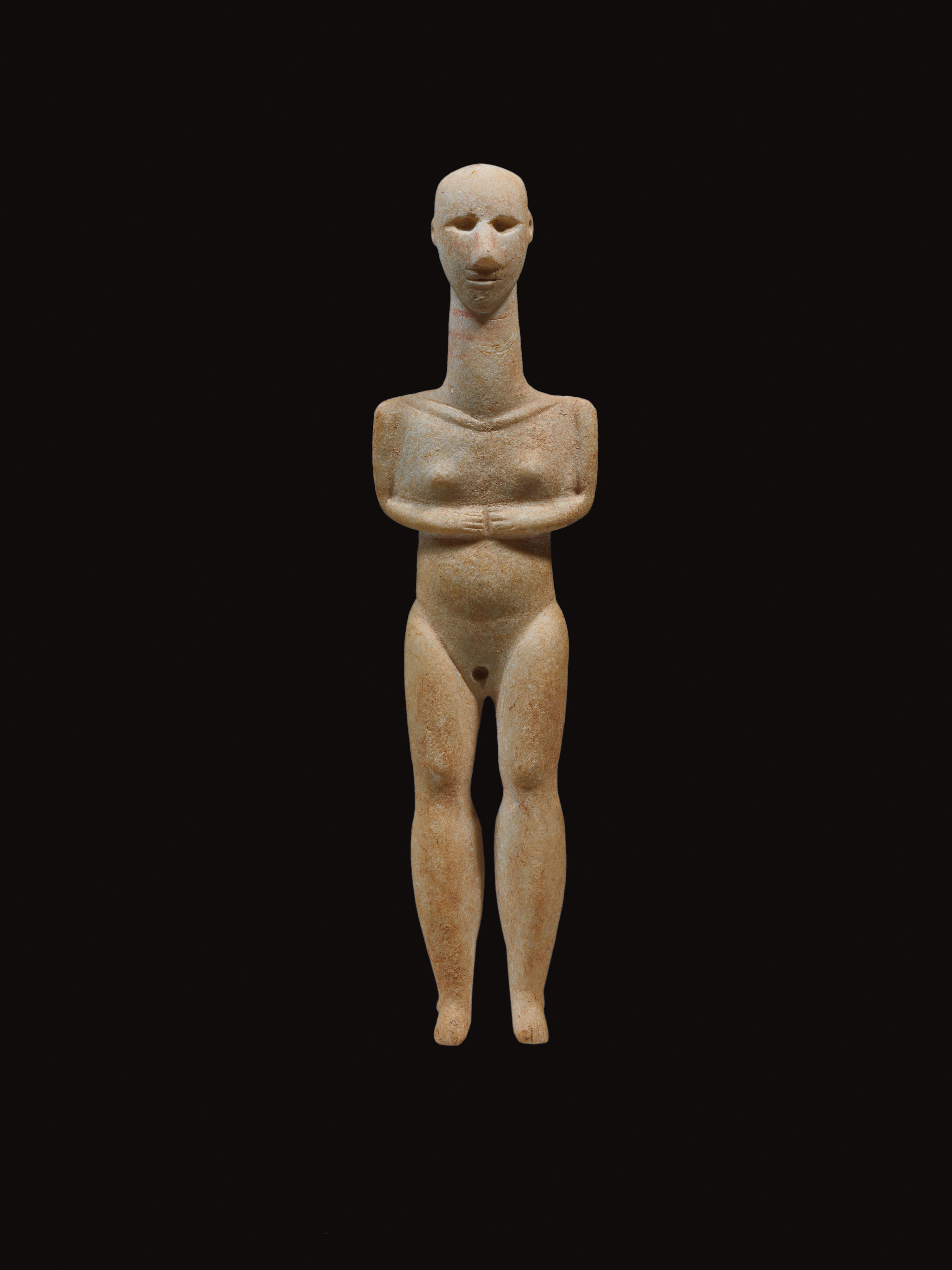
Statuetta in marmo delle Cicladi, tipo Plastiras

#### Tipologia Plastiras (naturalistica)
Il tipo Plastiras è un primo esempio di figurine delle Cicladi, dal nome del cimitero di Paro dove sono state trovate. Le figure mantengono la forma simile al violino, la posizione e la disposizione delle braccia piegate dei loro predecessori, ma differiscono in modi notevoli. Il tipo Plastiras è il tipo più naturalistico di figurina cicladica, caratterizzato da proporzioni esagerate. Una testa ovoidale con tratti facciali scolpiti, comprese le orecchie, si trova in cima a un collo allungato che in genere occupa un terzo del totale dell'altezza della figura. Le gambe sono state scolpite separatamente per tutta la loro lunghezza, spesso causando rotture. Sulle figure femminili l'area pubica è delimitata da un'incisione e il seno è modellato. Le rappresentazioni dei maschi differiscono nella struttura, ma non in modo notevole, con fianchi più stretti e rappresentazioni scolpite degli organi sessuali maschili. Le figure sono in genere di piccole dimensioni, di solito non più grandi di trenta centimetri, e non sono in grado di reggersi da sole, in quanto i piedi sono puntati. Le statuette sopravvissute sono state scolpite in marmo, ma alcuni hanno suggerito che potrebbero anche essere state scolpite in legno.

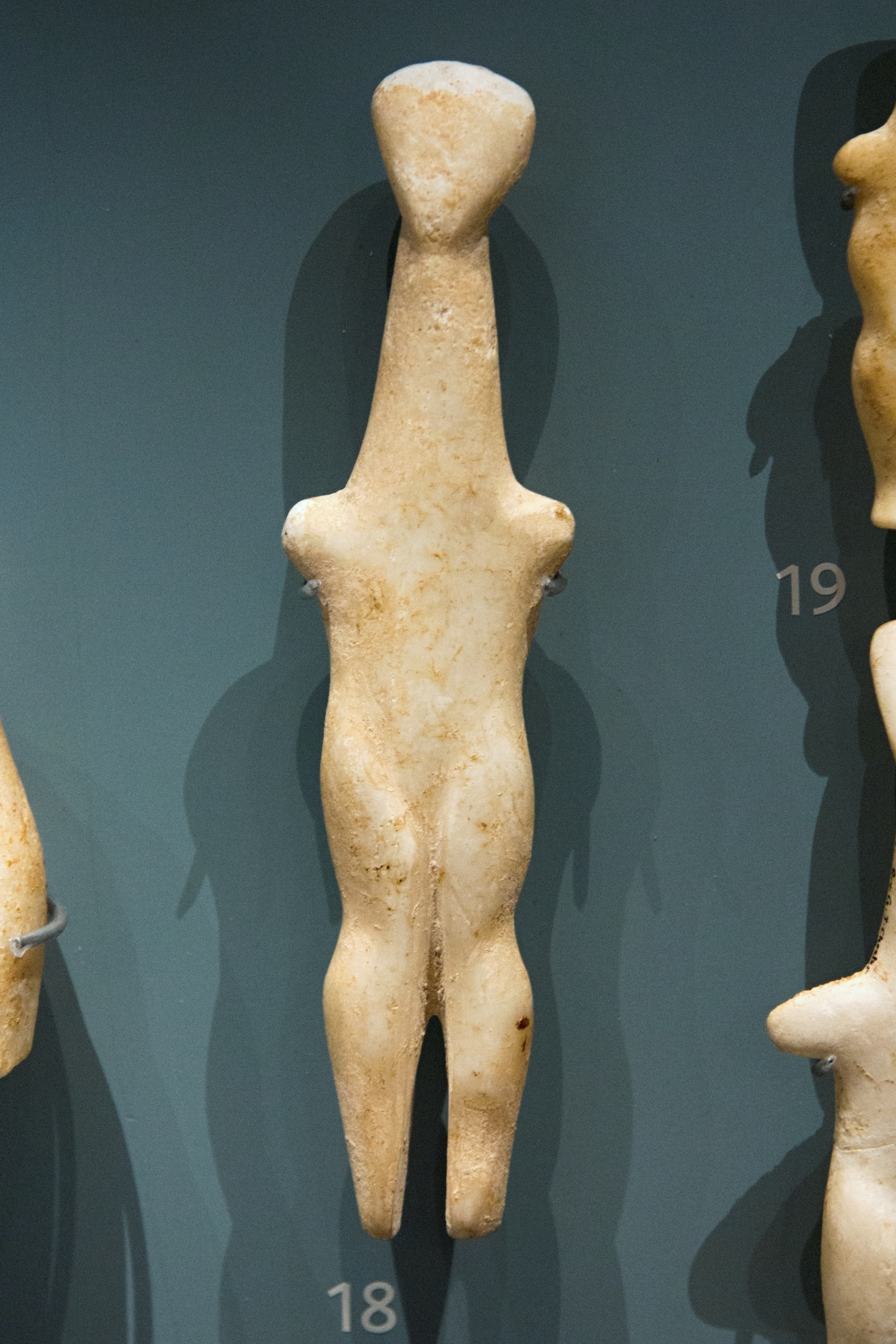
Statuina in marmo femminile di Naxos, tipo Louros (AC I-II, 2800-2700 a.C., Ashmolean Museum, Oxford)

#### Tipologia Louros (schematica e naturalistica)

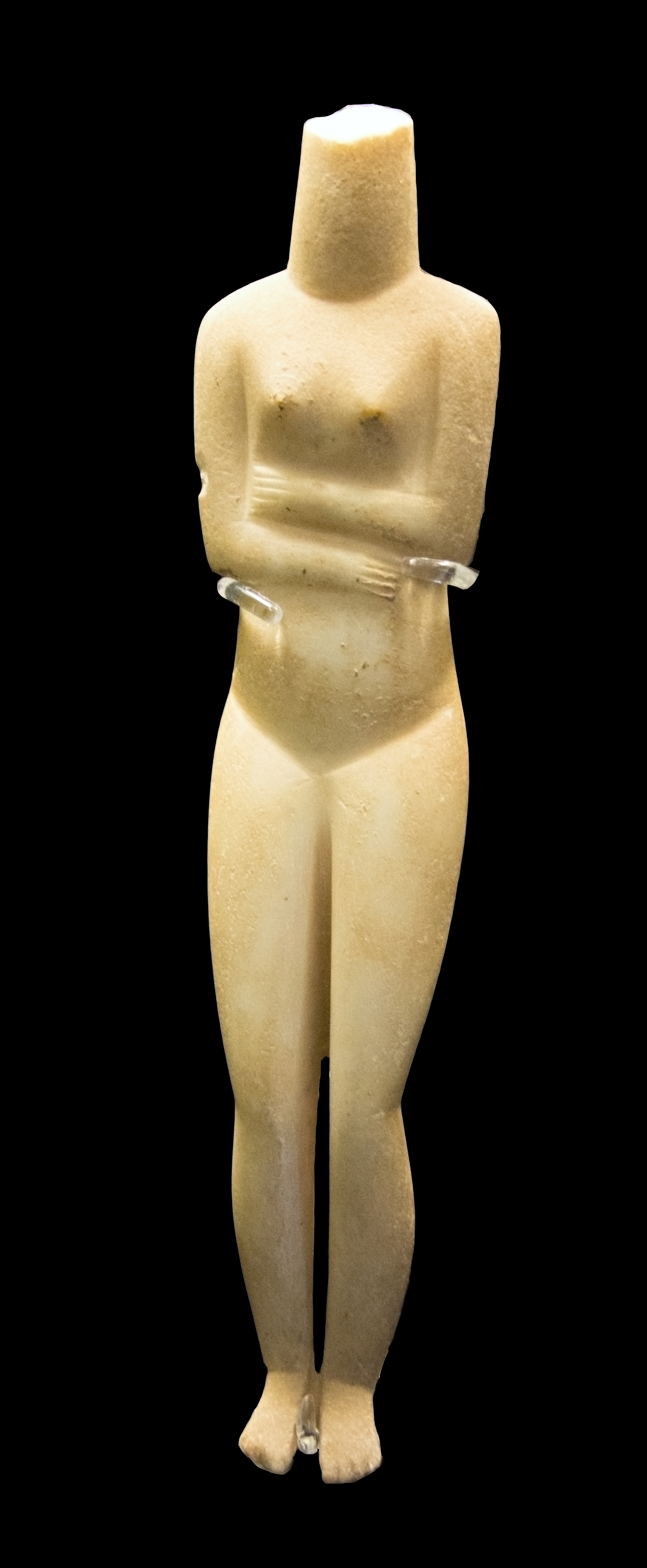
Statuetta in marmo femminile, tipo Kapsala (AC II, 2700-2600 a.C., British Museum)

La tipologia Louros è una categoria di figurine della prima fase delle Cicladi dell'età del bronzo. Combinando gli approcci naturalistici e schematici di stili di figure precedenti, il tipo di Louros ha facce informi, un lungo collo e un corpo semplice con spalle attenuate che tendono ad estendersi oltre i fianchi in larghezza. Le braccia sono sagomate con cura ma sono scolpite alla separazione non oltre le ginocchia o i polpacci. Sebbene i seni non siano indicati, figure di questo tipo sono ancora suggestive della forma femminile e tendono a portare l'evidenza di un triangolo pubico intagliato.

### Antico Cicladico II (cultura Keros-Syros, 2800-2300 a.C.)

#### Varietà Kapsala
La varietà Kapsala è un tipo di figura cicladica dell'Antico Cicladico II. Si pensa spesso che questa varietà preceda o si sovrapponga in un periodo a quello della varietà canonica di figure di Spedos. Le figure di Kapsala si differenziano per il tipo canonico in quanto le braccia sono tenute molto più in basso in configurazione piegata a destra sotto la sinistra e le facce mancano di tratti scolpiti oltre al naso e occasionalmente alle orecchie. Le figure di Kapsala mostrano una certa snellezza, specialmente nelle gambe, che sono molto più lunghe e prive della muscolatura potente suggerita nelle precedenti forme delle sculture. Anche le spalle e i fianchi sono molto più stretti, e le figure stesse sono di dimensioni molto piccole, raramente più grandi di 30 cm di lunghezza. L'evidenza suggerisce che la pittura viene ora regolarmente usata per delimitare le caratteristiche come gli occhi e il triangolo pubico, piuttosto che inciderli direttamente. Una caratteristica nota della varietà Kapsala è che alcune figure sembrano suggerire una gravidanza, caratterizzata da gonfiori sporgenti con linee disegnate sull'addome. Come altre figure dell'Antico Cicladico II, la caratteristica più determinante della varietà Kapsala è la posizione del braccio piegato.

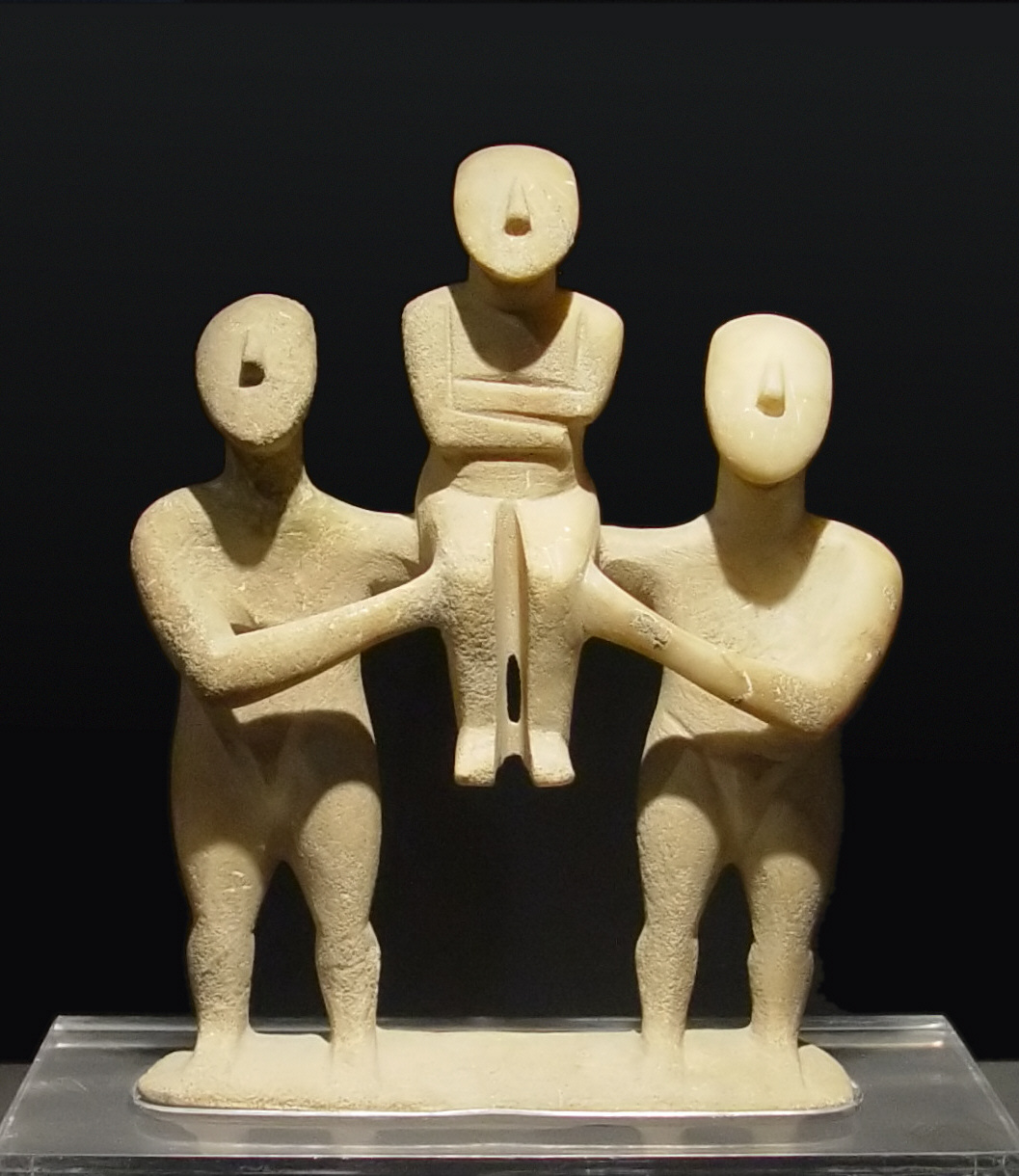
Gruppo di tre figurine tipo Antico Spedos, cultura Keros-Syros (AC II)

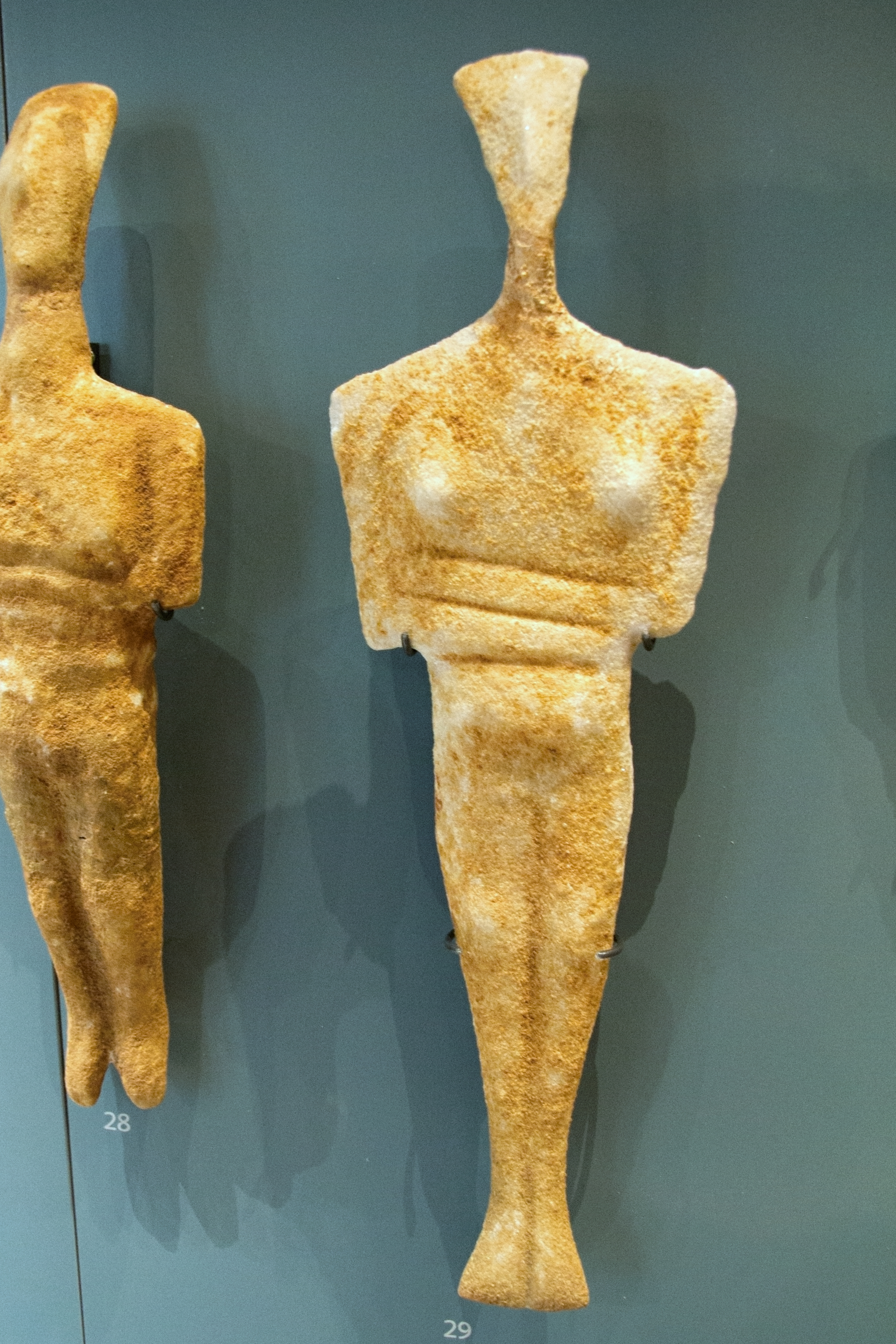
Figurina di marmo femminile, probabilmente di Amorgos, varietà Dokathismata (AE II, 2800-2300 a.C., Museo Ashmolean)

#### Varietà Spedos
La tipologia Spedos, che prende il nome da un cimitero delle Cicladi a Naxos, è il più comune tra i tipi di figurine delle Cicladi. Ha la più ampia distribuzione all'interno delle Cicladi e altrove, e la maggiore longevità. Il gruppo nel suo insieme include figure che vanno in altezza da esempi in miniatura di 8 cm a sculture monumentali di 1,5 m. Ad eccezione di una statua di una figura maschile, ora nel Museo della Collezione d'arte cicladica, tutte le opere conosciute della varietà Spedos sono figure femminili. Le figurine di Spedos sono in genere sottili forme femminili allungate con braccia piegate. Sono caratterizzate da teste a forma di U e una spaccatura profondamente incisa tra le gambe.

#### Varietà Dokathismata
Il tipo Dokathismata è una figura cicladica della fine del periodo dell'Antico Cicladico II dell'età del bronzo. Con caratteristiche sviluppate dalla precedente varietà degli Spedos, le figure Dokathismata presentano spalle larghe e angolari e un profilo dritto. Esse sono considerate le più stilizzate tra le figure a braccio piegato, con una forma lunga ed elegante che mostra un forte senso della geometria che è particolarmente evidente nella testa, che presenta una forma quasi triangolare. Queste figure erano un po' più costruite rispetto alle varietà precedenti, con una fessura della gamba bassa e piedi connessi. Nonostante questo, le figure erano in realtà abbastanza fragili e soggette a rotture. Il ritorno di un triangolo pubico inciso è anche notato nella varietà di figure Dokathismata.

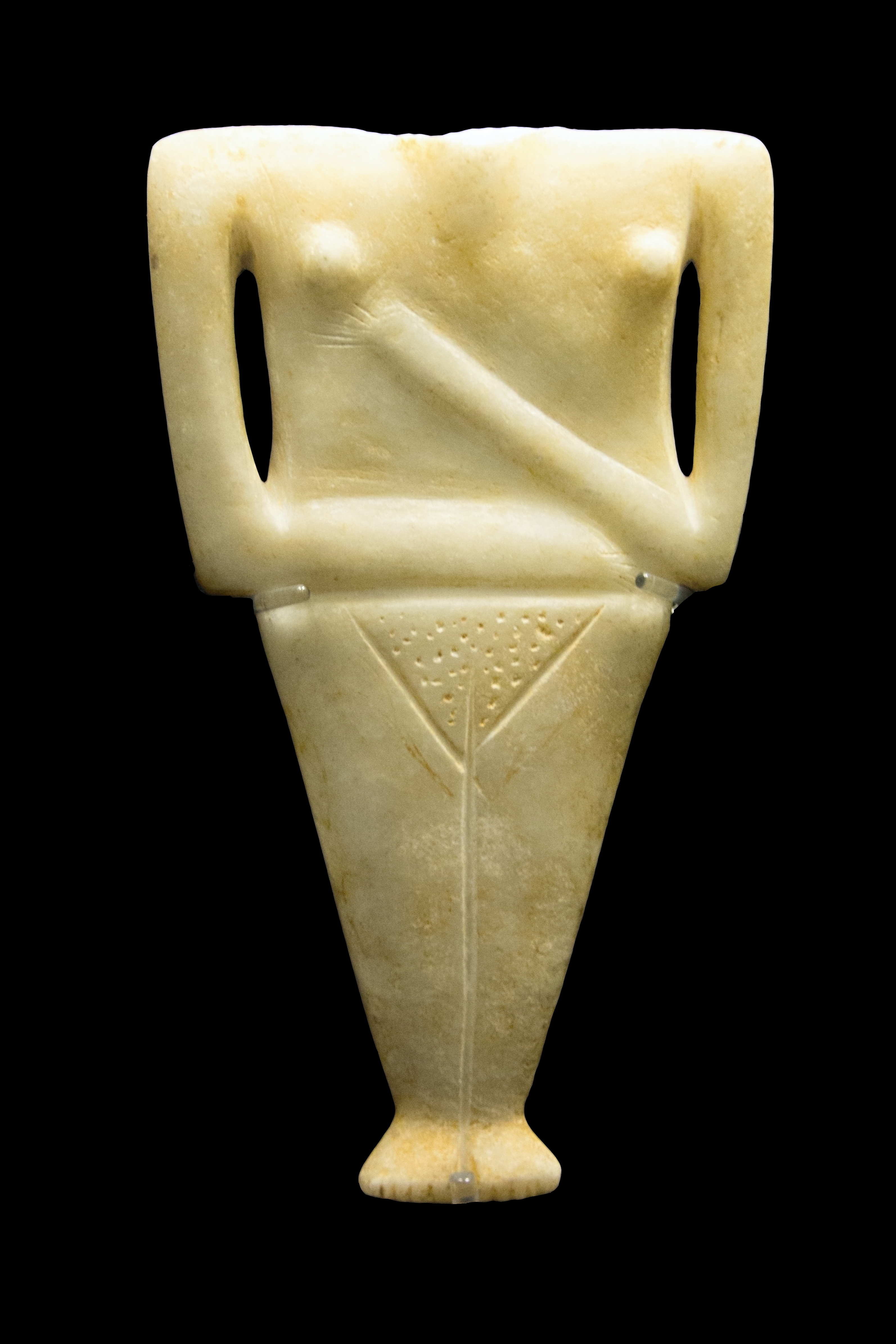
Statuetta in marmo femminile, tipo Chalandriani (AC II, 2400-2200 a.C., British Museum)

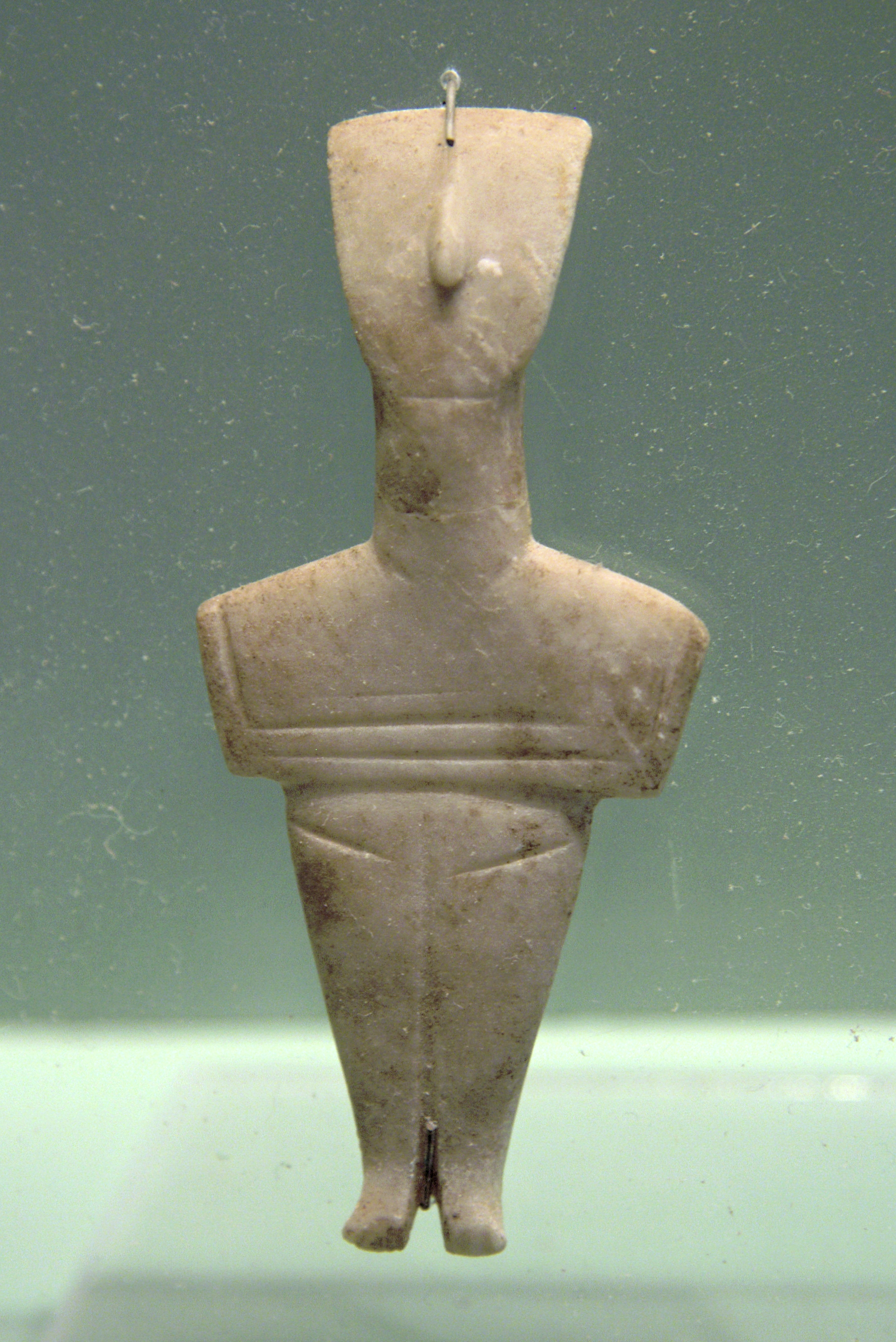
Figurina di marmo femminile di Creta, varietà di Koumasa (AE II, 2800-2200 a.C., Museo Archeologico di Chania)

#### Varietà Chalandriani
La varietà Chalandriani è un tipo di figura delle Cicladi risalente alla fine del periodo Antico delle Cicladi nell'età del bronzo. Chiamati per il cimitero sull'isola di Siro sulla quale sono state trovate, queste figure sono in qualche modo simili per stile e manierismo alla varietà Dokathismata che le ha precedute. Le figure di Chalandriani, tuttavia, presentano una forma più troncata in cui le braccia sono molto vicine al triangolo pubico e la fessura della gamba è indicata solo da una scanalatura poco profonda.
Una caratteristica degna di nota è con la varietà Chalandriani che nella posizione reclinata trovata nelle figure precedenti sembra essere rilassata, come delle sculture che hanno i piedi non sono sempre inclinati o in posizione abbandonata per uno o entrambe le braccia. La posizione reclinata delle figure precedenti è stata anche scoperta come i piedi che non sono sempre inclinati e le braccia a volte rigide. Le spalle sono state ulteriormente espanse rispetto alla varietà Dokathismata ed erano abbastanza suscettibili al danno come la parte superiore delle braccia e delle spalle. La testa è triangolare o a forma di scudo con pochi tratti del viso diversi da un naso prominente collegato al corpo o da un collo a forma di piramide. Come le figure della varietà Dokathismata, alcune figure di Chalandriani sembrano presentare lo stato di gravidanza. La caratteristica distintiva di queste figure è la loro indicazione audace ed esagerata delle spalle e della parte superiore delle braccia.

## Esempi del Primo minoico

### Varietà Koumasa

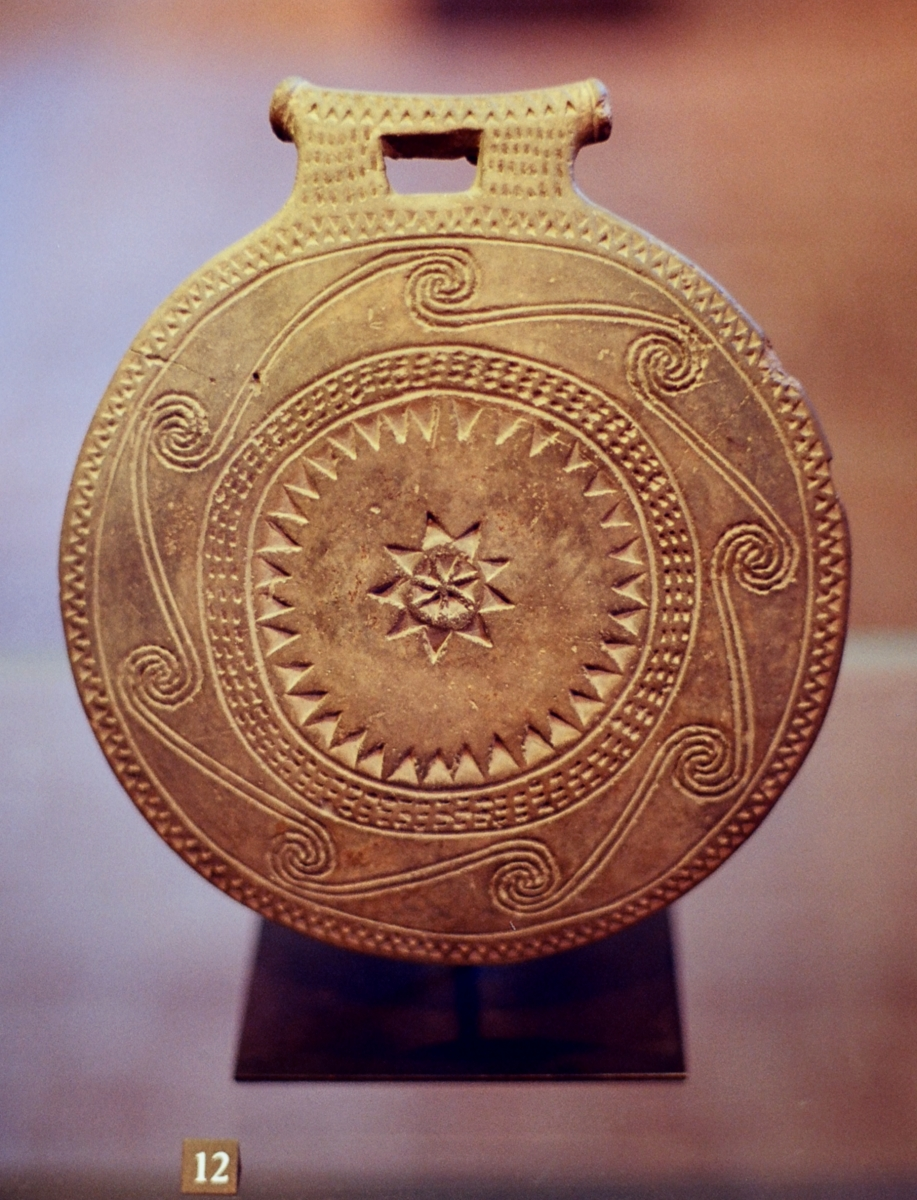
"Padella" delle Cicladi, in terracotta con decorazione a spirale stampata e ritagliata (AC I-II, 2700 a.C. circa, fase Kampos)

Le statuette di Koumasa, provenienti dal cimitero di Antico Minoico II di Koumasa a Creta, sono molto piccole e piatte. Le figure a braccio piegato in genere hanno le gambe corte e le spalle larghe, e sono soggette a rottura data la loro delicata corporatura.

## Ceramiche

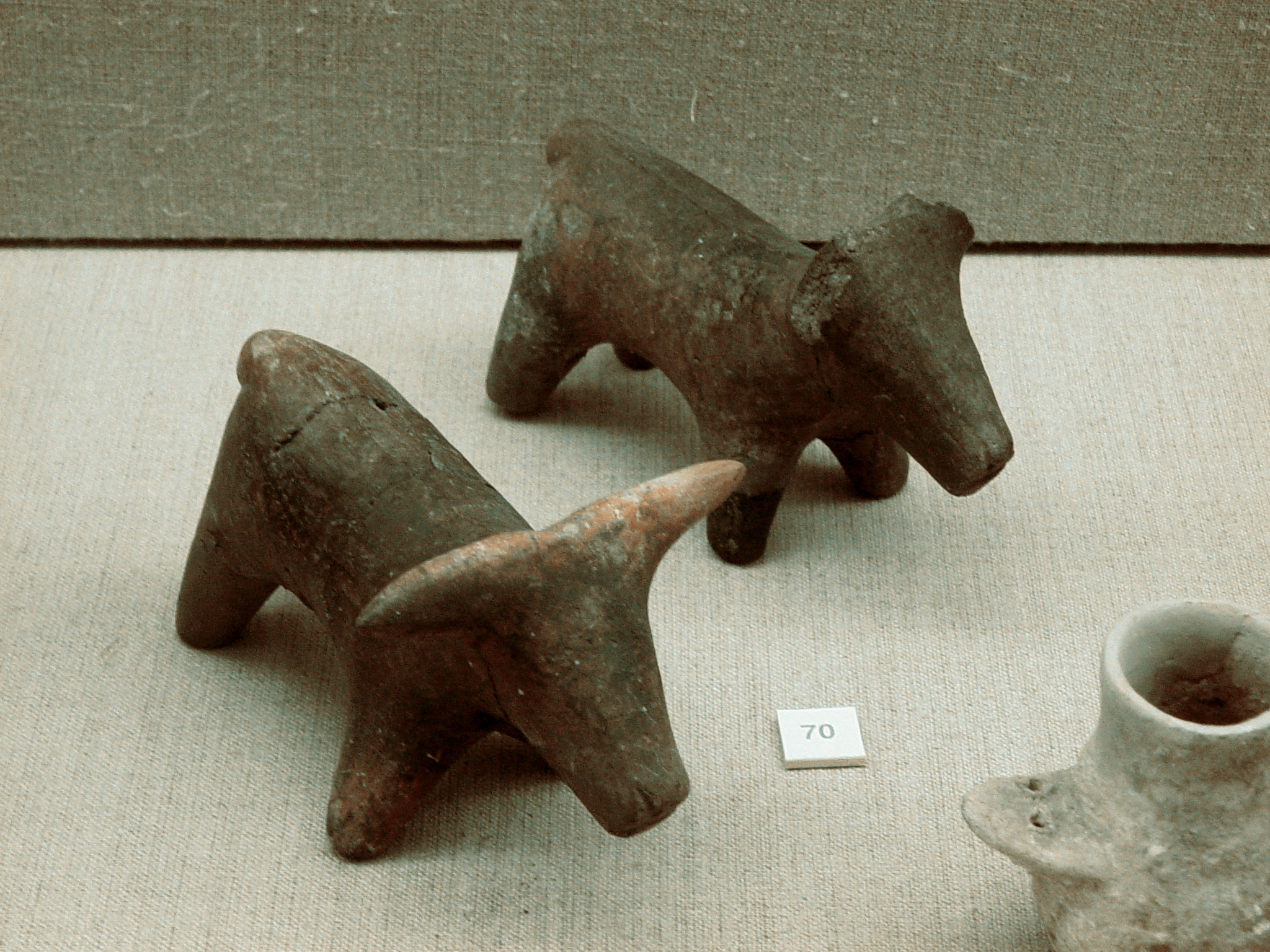
Prime statuette in terracotta di Santorini (2100 a.C. circa, Museo della cultura cicladica)

L'argilla locale è difficile da lavorare per gli artisti, e la ceramica, i piatti e i vasi di questo periodo raramente sono al di sopra della mediocrità. Di una certa importanza sono le cosiddette "padelle", che sono emerse sull'isola di Siro durante la fase dell'AC II. La maggior parte degli studiosi ritiene che queste "padelle per friggere" non fossero usate per cucinare, ma forse come amuleti o specchi di fertilità. Sono state trovate anche alcune figurine zoologiche e pezzi raffiguranti navi.
Oltre a questi, sono state trovate altre forme di ceramiche funzionali. Tutta la ceramica della prima civiltà cicladica era fatta a mano, e di solito era di colore nero o rossastro, sebbene sia stata trovata anche una ceramica di un colore pallido. Le forme più comuni sono delle scatole cilindriche, conosciute come pissidi e barattoli con colletto. Sono rozzi nella costruzione, con muri spessi e imperfezioni fatiscenti, ma a volte presentano disegni naturalistici che ricordano la cultura marinara delle isole dell'Egeo.

## Galleria d'immagini

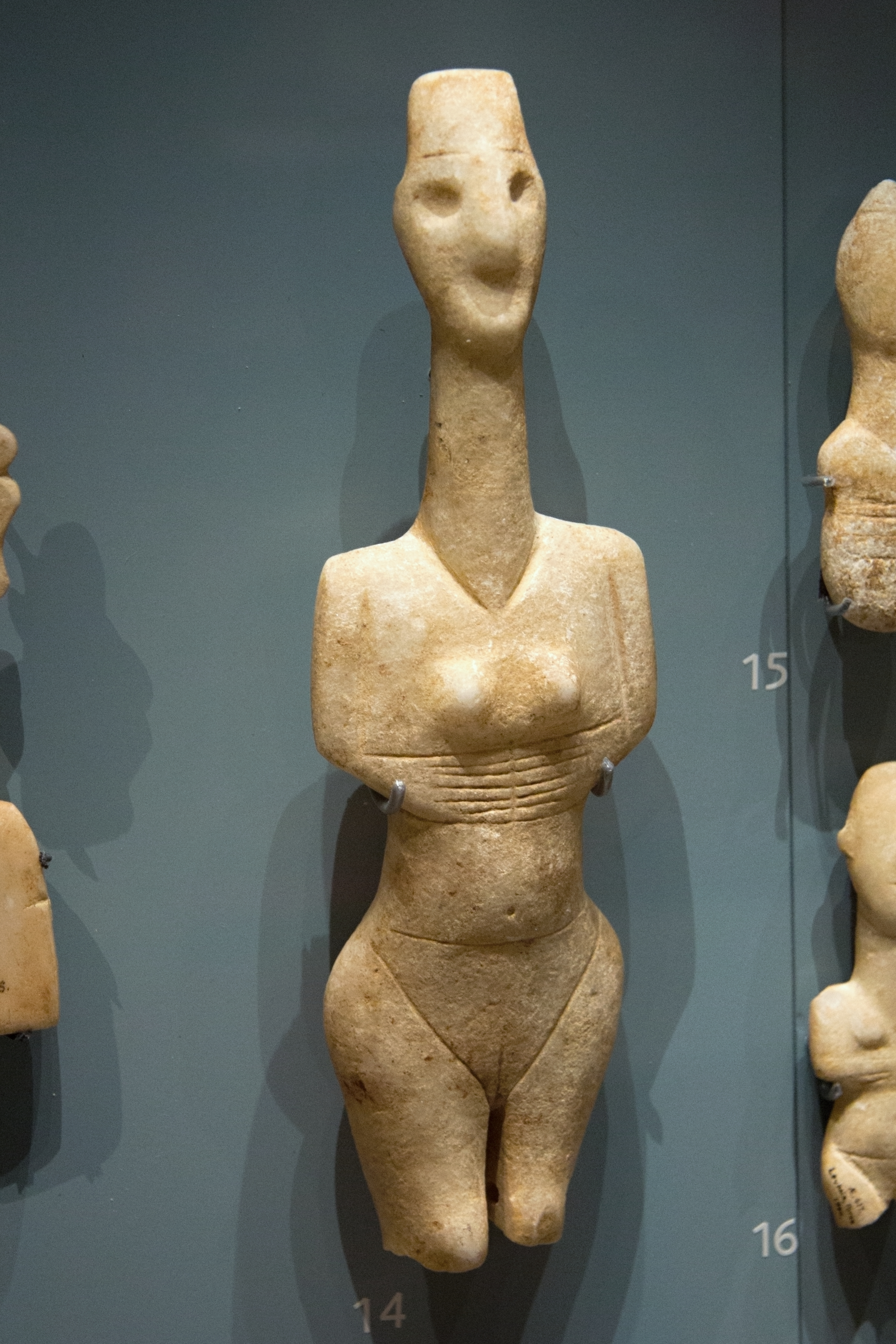
Figurina femmina in marmo di Naxos, tipo Plastiras (AC I, 3200-2800 a.C., Ashmolean Museum, Oxford)
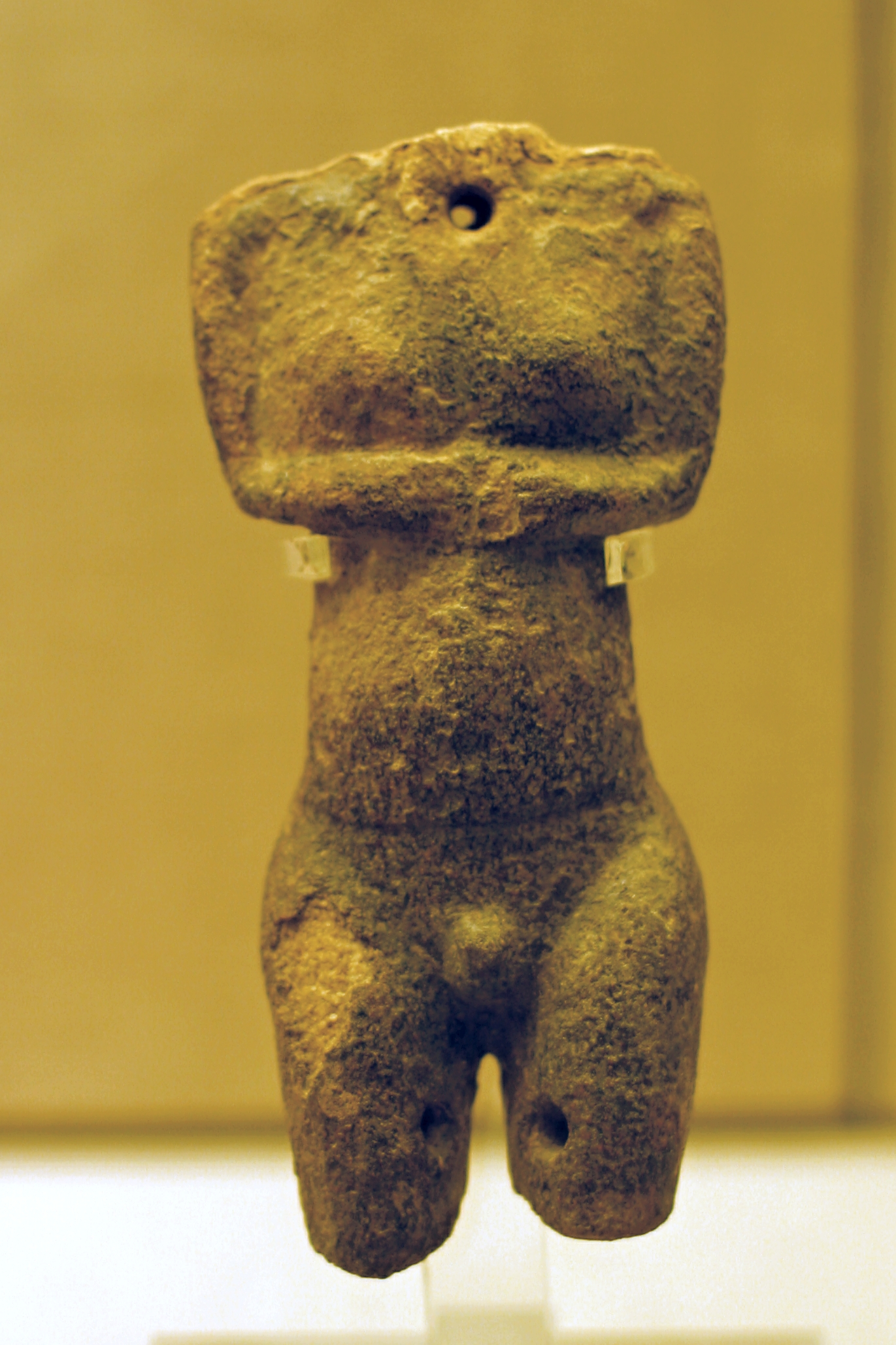
Torso femminile in pietra più scura con un foro nella gola e cosce di dírkama, tipo Plastiras (AC I, 2800-2700 a.C., Museo della Thera preistorica)
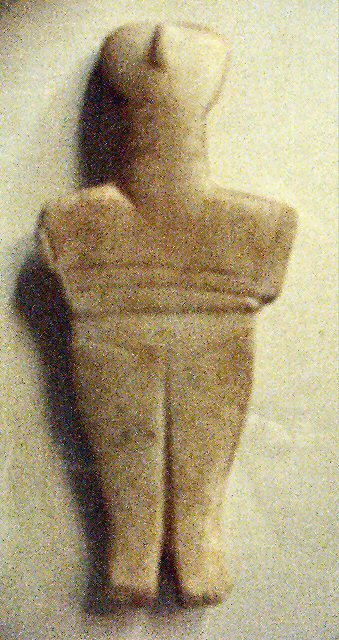
Un idolo delle Cicladi (Museo Archeologico di Heraklion)
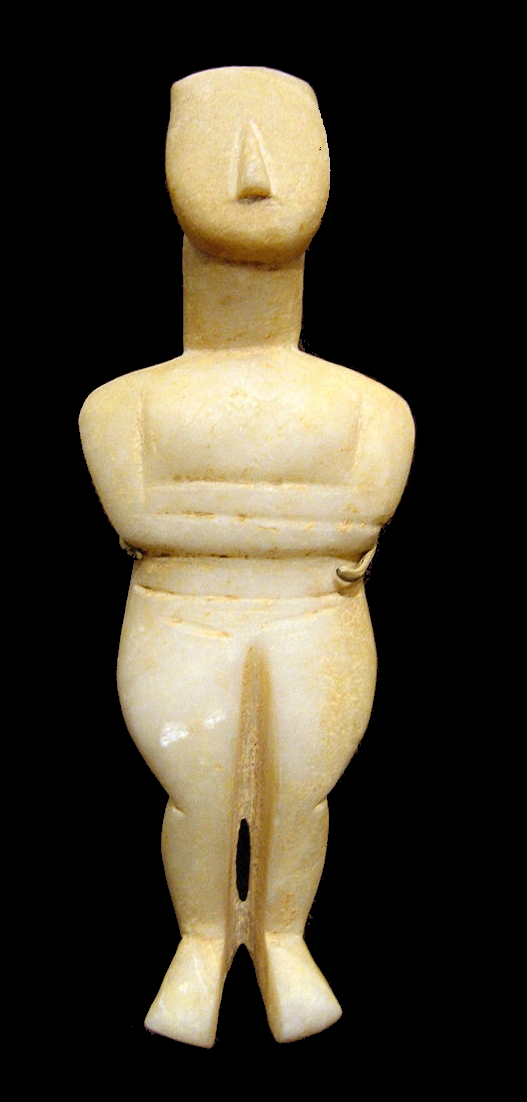
Tipo canonico femminile, primo lavoro della varietà Spedos (Museo Goulandris dell'arte cicladica)
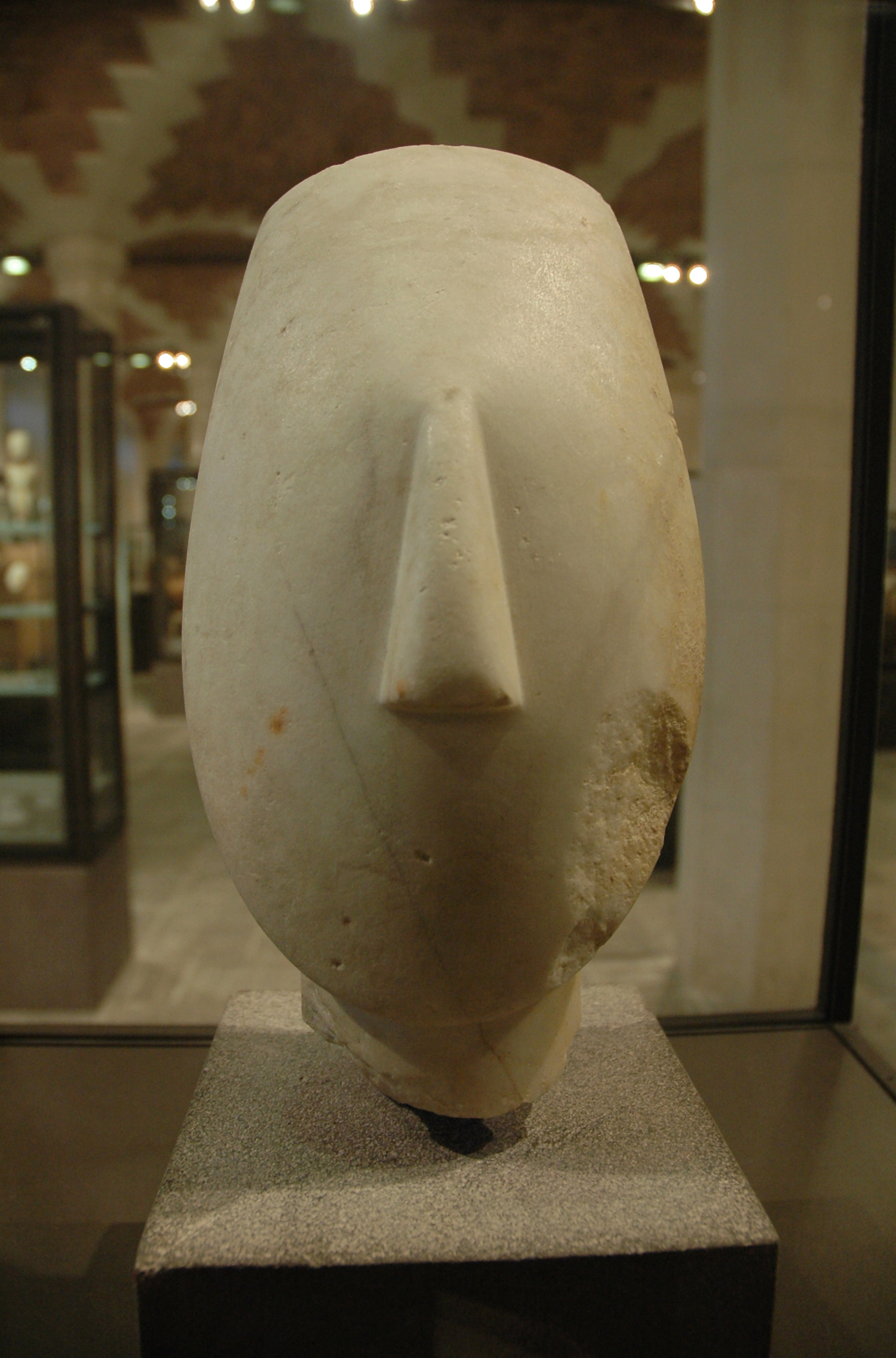
Testa di una figura femminile, tipo Spedos, cultura Keros-Syros (AC II, 2700-2300 a.C., Louvre)
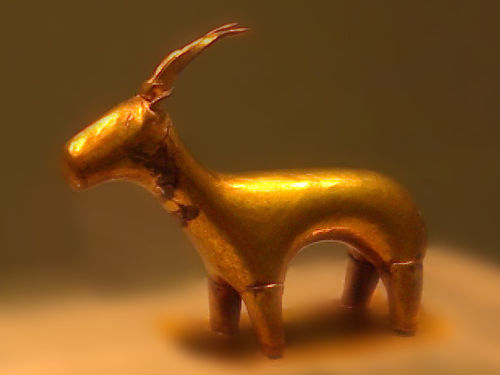
Figura d'oro di uno stambecco di Santorini, tardo Cicladico (XVII secolo a.C.)